# Veľká Lehota
Veľká Lehota (in ungherese Nagyülés) è un comune della Slovacchia facente parte del distretto di Žarnovica, nella regione di Banská Bystrica.